# Marinhas
Marinhas is een plaats (freguesia) in de Portugese gemeente Esposende en telt 5677 inwoners (2001).